# جوناس فاينو
جوناس فاينو (بالإستونية: Joonas Vaino)‏ مواليد 22 أبريل 1992 في إستونيا، هو لاعب كرة سلة إستوني. بدأ مسيرته الاحترافية في سنة 2008. يلعب في الدوري الفنلندي لكرة السلة. يحمل الرقم 12. يبلغ طوله 6 قدم 8 بوصة (2.0 م). لعب مع راكفيره تارفاس.

## الإنجازات
- الدوري الإستوني الممتاز لكرة السلة
  - المركز الثالث: 2011-12
- كأس إستونيا لكرة السلة
  - الوصافة: 2010–11
  - المركز الثالث: 2011-12
- دوري البلطيق لكرة السلة
  - الوصافة: 2011-12